# Шилдс, Сэвви
Саванна Джанин «Сэвви» Шилдс (англ. Savannah Janine   'Savvy' Shields р. 1 июля 1995 Фейетвилл, США) — американская модель. Мисс Арканзас-2016. Победительница конкурса Мисс Америка 2017. Представительница США на конкурсе Мисс Вселенная 2018 года.

## Биография
Училась в Университете штата Арканзас, где была членом сообщества Kappa Kappa Gamma и руководителем художественного кружка. В свободное время любит слушать джаз. Сэвви всегда мечтала танцевать в ансамбле Бейонсе. Любовь к музыке помогла ей и на Мисс Америка, где Сэвви победила в конкурсе талантов, исполнив зажигательный джазовый танец.
Сэвви активно пропагандирует правильное питание и здоровый образ жизни, выступая с лозунгом: «Ешьте лучше, живите лучше».
11 сентября 2016 года Сэвви Шилдс была коронована как новая Мисс Америка, получив королевский головной убор от рук предыдущей владелицы — американской красавицы 2016 Бетти Кантрелл. Несмотря на то, что она считалась одной из фавориток среди 52 претенденток, Шилдс не смогла скрыть своего удивления. Во время конкурса Шилдс обратилась к кандидатам в президенты США Трампу и Клинтон, призвав тех к компромиссу и консолидации во благо Америки. Однако она воздержалась от высказывания своих предпочтений: «Если вы пытаетесь быть лидером свободного мира, все, что вы говорите, имеет значение и все ваши действия должны соответствовать строгим стандартам. Оба кандидата хорошо поработали, но им также необходимо следить за тем, что они делают».

## Семья
Савви Шилдс родился 1 июля 1995 года в Фейетвилле, штат Арканзас.
Отец - Тодд Шилдс педагог, канцлер Университета штата Арканзас.
Мать - Карен Шилдс работает в атлетическом клубе Фейетвилла.
Примерно через три месяца после ее передачи короны на конкурсе «Мисс Америка 2018», давний бойфренд Шилдс,                          Нейт Вулф, сделал предложение 15 декабря 2017 года. Пара поженилась 28 июля 2018 года в Бентонвилле, штат Арканзас.                                                                                                                                                                                      У пары есть дочь - Аделина Джанин Вулф (род.2024)
У Сэвви есть младший брат Дэйн, закончивший школу в 2013 году.